# 고양 저유소 유증기 폭발 사고
고양 저유소 유증기 폭발 사고(高陽貯油所油蒸氣爆發事故, Goyang oil tanker explosion) 혹은 고양 저유소 휘발유 탱크 폭발 사고(高陽貯油所揮發油-爆發事故)는 2018년 10월 7일에 경기도 고양시 덕양구 화전동 대한송유관공사 경인지사 고양저유소에서 일어난 유증기 폭발 사고이다.

## 개요
2018년 10월 7일 오전 11시 경기도 고양시 덕양구 화전동 대한송유관공사 경인지사 고양저유소에 있는 휘발유 탱크 1기에 유증기 폭발과 함께 화재가 발생했다. 뚜껑이 날아감과 함께 폭발이 일어나 불기둥이 솟구쳤고, 소방대원이 한 차례 진압을 했으나 12시쯤 또 다시 폭발과 함께 화재가 또 재발되었다. 또한 야간이 되어서도 불길이 진화되지 않아 결국 다음날인 8일 오전 4시쯤에야 겨우 진화되었다. 사고가 일어난 휘발유 탱크의 크기는 490만 리터로, 당시 440만 리터의 휘발유가 저장되어 있으나 260만 리터를 빼내 다른 저장소로 옮겼고 180만 리터의 휘발유는 화염에 의해 태웠다.

## 피해
이번 사고로 휘발유 탱크 뚜껑이 날아가고, 옆 휘발유탱크도 찌그러지는 피해를 입었으며, 휘발유 연소로 약 43억 5천만원의 재산피해를 냈다. 다행히 상업시설과 거주지가 떨어져 있고, 휴일 근무자밖에 없어 인명피해는 발생하지 않았다.

## 여파
휘발유 탱크 폭발과 화재로 생긴 검은 불기둥이 유독가스와 섞여 하늘로 치솟으면서, 경기도 고양시 일산 신도시 지역은 물론, 서울특별시 광진, 성동 및 남산 일대지역과, 한강이남지역인 경기도 김포시와 부천시, 광명시, 인천광역시 및 서울특별시 구로 및 관악과 강남, 송파 일대 지역까지 검은연기가 관찰되었다.

## 같이 보기
- 텍사스시티 정유 공장 폭발 사고(영어판) - 2005년 3월 23일 발생된 미국 최대 석유 시설 폭발 사고, 당시 업체는 영국의 BP사인 것으로 추정.
- 2015년 톈진항 폭발 사고 - 지진을 능가하는 대형 폭발 사고